# ایلینو
ایلینو (به لهستانی:  Ilino) یک روستا در لهستان است که در گمینا پوونگسک واقع شده‌است.